# Maria Polyxena von Leiningen-Dagsburg-Hardenburg
Maria Polyxena von Leiningen-Dagsburg-Hardenburg (* 17. Februar 1663 auf Burg Hardenburg; † 22. April 1725 in Kirchheimbolanden) war durch Heirat gefürstete Gräfin zu Nassau-Weilburg.

## Leben
Maria Polyxena wurde als Tochter des Grafen Friedrich Emich von Leiningen-Dagsburg-Hardenburg (1621–1698) und dessen Gemahlin Sibylla Gräfin von Waldeck-Wildungen (1619–1678), einer Tochter des Grafen Christian zu Waldeck, geboren.

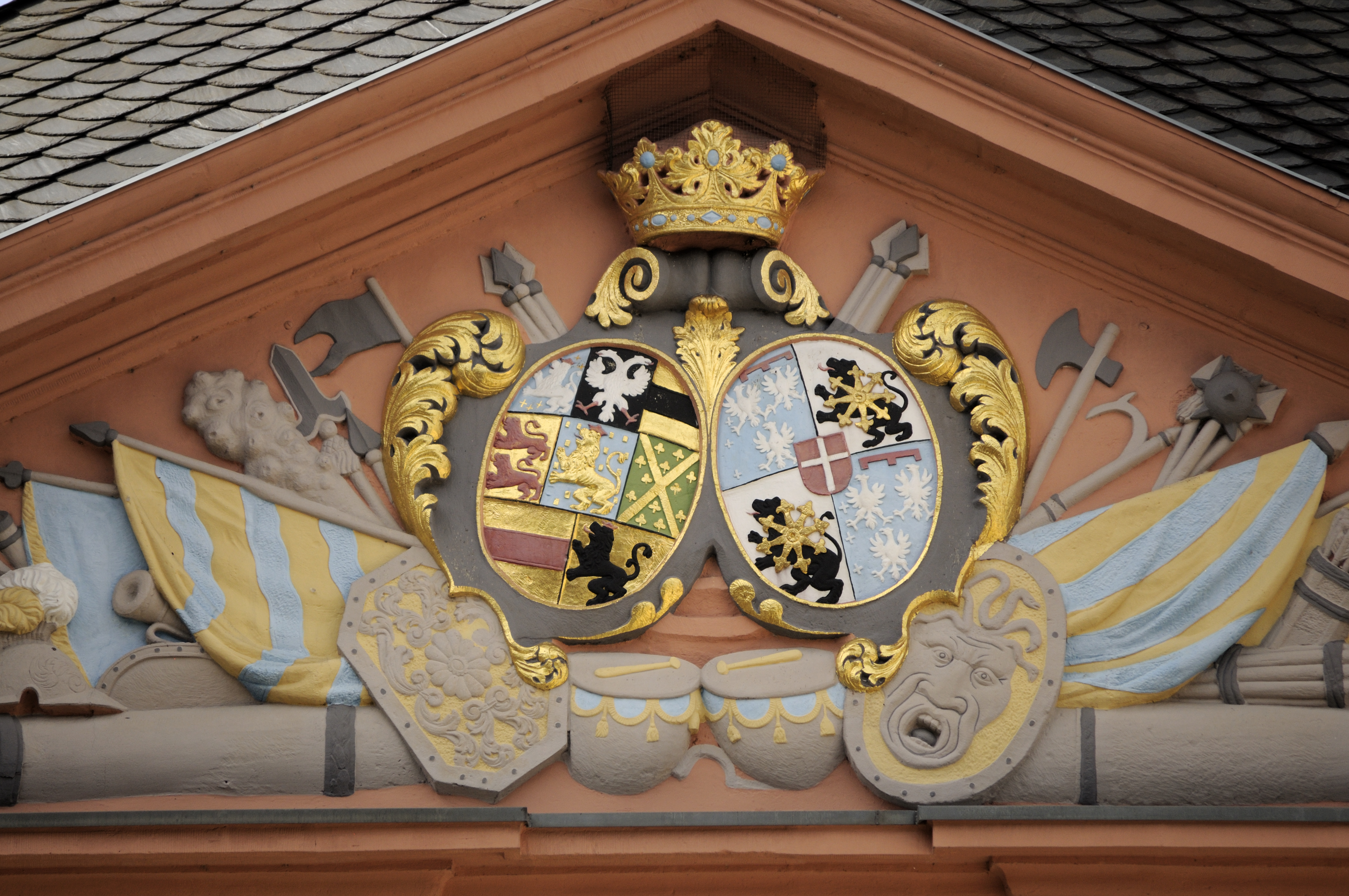
Allianzwappen von Johann Ernst und Maria Polyxena am Giebel der Oberen Orangerie von Schloss Weilburg, nach innen zum Schlossgarten gerichtet

Am 3. April 1683 heiratete sie den gefürsteten Grafen Johann Ernst von Nassau-Weilburg, der bei der Eheschließung noch unter Vormundschaft stand. Nach dem Tod seines Vaters Friedrich übernahm Johann Ludwig von Nassau-Ottweiler die Vormundschaft. Johann Ernst soll die Heirat gegen dessen Willen durchgesetzt haben. Im Schlossgarten Weilburg soll er zum Andenken daran die „Kusslinde“ gepflanzt haben.
Es wurde eine Mitgift (Heiratsgeld) von 5.000 fl. festgelegt, die ihr Vater ihr mitzugeben hatte, aber einstweilen nur eine Verschreibung leistete.

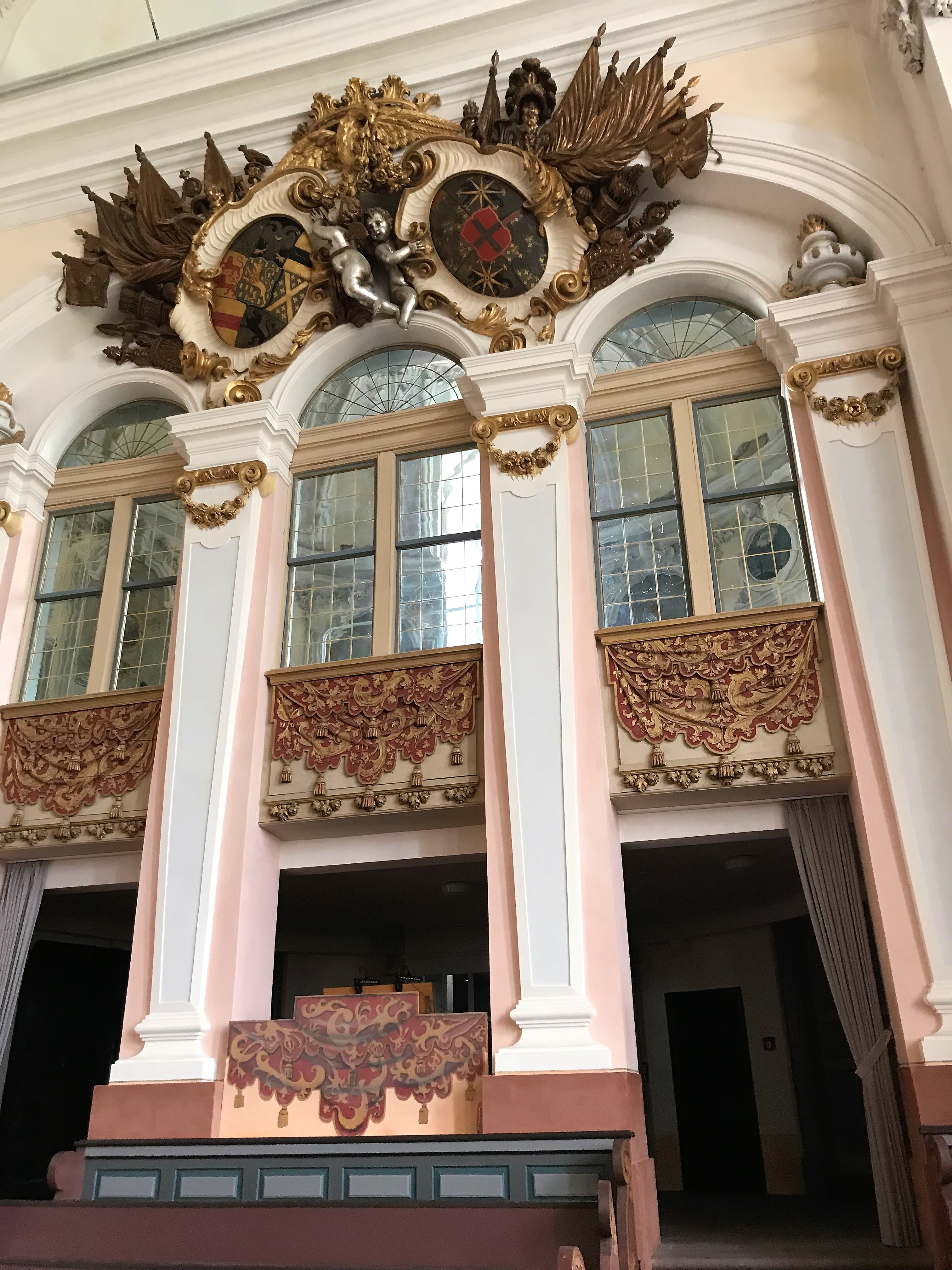
Allianzwappen von Johann Ernst und Maria Polyxena an der Fürstenloge in der Schlosskirche (Weilburg)

Als Maria Polyxenas Sohn, Fürst Karl August, nach dem Tod seines Vaters an die Regierung gekommen war und die Mitgift immer noch nicht gezahlt war, machte er vor dem Reichskammergericht den Anspruch auf das Heiratsgeld seiner nun verwitweten Mutter geltend: 5.000 fl. nebst 36-jährigen Zinsen seit 1685, und verklagte Johann Friedrich, den Bruder seiner Mutter, als den regierenden Grafen zu Leiningen-Dagsburg-Hardenburg, auf Zahlung. Jener berief sich jedoch auf kriegsbedingte Verarmung seiner Grafschaft, die nicht in der Lage sei, die Fräuleinsteuer für die Heiratsgelder der ausheiratenden Jungfrauen des Grafenhauses zu entrichten. Maria Polyxenas 1661 geborener Bruder Johann Friedrich verstarb 1722. Sein jüngster Sohn und Maria Polyxenas Neffe war der 1704 geborene kurpfälzische General Karl Ludwig von Leiningen-Dagsburg-Emichsburg. Der 1724 geborene erste Fürst zu Leiningen, Carl Friedrich Wilhelm, war Maria Polyxenas Großneffe.
Aus der Ehe mit Johann Ernst zu Nassau-Weilburg sind die folgenden Kinder hervorgegangen:
- Friedrich Ludwig (1683–1703), gefallen in der Schlacht am Speyerbach
- Karl August (1685–1753) ⚭ 17. August 1723 Prinzessin Auguste Friederike von Nassau-Idstein (* 17. August 1699; † 8. Juni 1750)
- Karl Ernst (1689–1708)
- Magdalene Henriette (1691–1725) ⚭ 15. April 1719 Friedrich Wilhelm, Graf (später Fürst) zu Solms-Braunfels (* 11. Januar 1696; † 24. Februar 1761)
- Albertine (1693–1748)

Drei Töchter und ein Sohn verstarben im frühen Kindesalter.
Maria Polyxena wohnte nach dem Tod ihres Mannes auf ihrem Witwensitz in Kirchheim und fand in der Fürstengruft der Schlosskirche zu Weilburg ihre letzte Ruhestätte neben ihrem Mann.